# Elur Alberdi
Pour les articles homonymes, voir Alberdi.
Elur Alberdi, née le 24 avril 1977 à Fontarrabie , est une rameuse d'aviron handisport, naturalisée française depuis 2010.

## Carrière
Elur Alberdi est d'abord championne de France à 21 ans, en 1998, avec la Société Nautique de Bayonne puis mets sa carrière sportive en pause pour se consacrer à sa carrière professionnelle et s'occuper de ses trois enfants ; en 2009, elle est victime d'un accident, blessée à un avant-bras. Avec un poignet bloqué, elle se remet au sport. Elle est naturalisée française depuis 2010.
En 2020, elle reprend l'aviron au club d'Hendaye à l'Endaika Arraun et s'entraine aux côtés de la championne d'aviron de mer, Jessica Berra.
Elle participe pour la première fois aux championnats du monde 2022 en deux de couple mixte PR3 aux côtés de Laurent Cadot et décroche le titre de champion du monde. Professionnellement, elle est alors directrice du service culture et animation de la mairie de Saint-Pée-sur-Nivelle.
Pour les championnats du monde 2023, le duo s'empare de la médaille de bronze décrochant par la même occasion leur quota pour les Jeux Paralympiques de Paris malgré un cancer du lymphome de stade trois avancé.